# Prezent (ziar)
Prezent este un ziar săptămânal din România, înființat în februarie 2006 de jurnalistul Dan Cristian Turturică.
Acesta a înființat publicația după ce a fost demis din poziția de redactor șef al ziarului Evenimentul zilei, la începutul anului 2005, împreună cu o echipă formată, în mare parte, din oameni plecați tot de la Evenimentul zilei.
Ziarul Prezent a fost lansat în format A3, color.
Inițial, Prezent era structurat în trei caiete: Actualitate, Afaceri, Artă și Timp liber, iar după un timp ziarul a ajuns la o formă compactă micșorându-și numărul de pagini.
"Prezent" reprezintă o investiție a companiei Greek Media Group, fiind deținut în procent de 90% de un cetățean grec.